# Belagerung von Valenciennes (1793)
Die Belagerung von Valenciennes vom 24. Mai bis 28. Juli 1793 war Teil des Ersten Koalitionskrieges und endete mit einem Sieg der verbündeten Truppen der Briten, Österreicher und Niederländer. Die Franzosen unter Oberbefehl des Generals Custine versuchten der Festung zwei Mal vergeblich Entsatz zu bringen. Am 1. August erfolgte die Übergabe der Besatzung, das freigewordene britische Korps des Frederick Augustus, Duke of York wurde zur Belagerung von Dünkirchen abgesandt.
1792

Porrentruy – Marquain – Quiévrain – Verdun – Thionville – Valmy – Lille – Mainz (1792) – Jemappes
1793

Aldenhoven I – Namur – Neerwinden – Mainz (1793) – Famars – Valenciennes (1793) – Arlon (1793) – Hondschoote – Meribel – Avesnes-le-Sec – Pirmasens – Toulon – Fontenay-le-Comte – Cholet – Lucon – Trouillas – Dünkirchen – Le Quesnoy – Menin I – Wattignies – Weißenburg I – Biesingen – Kaiserslautern I – Weißenburg II
1794

Boulou – Landrecis – Menin II – Mouscron – Martinique – Guadeloupe – Tourcoing – Tournai – Kaiserslautern II – San-Lorenzo de la Muga – 13. Prairial – Fleurus – Kaiserslautern III – Vosges – Aldenhoven II
1795

Cornwallis’ Rückzug – Genua – Groix – Hyeres – Handschuhsheim – Mainz (1795) – Mannheim – Loano
1796

Montenotte – Millesimo – Dego – Mondovì – Lodi – Borghetto – Castiglione – Mantua – Siegburg – Altenkirchen – Wetzlar – Kircheib – Kehl – Kalteiche – Friedberg  – Malsch – Neresheim – Sulzbach – Deining – Amberg – Würzburg – Neufundland – Rovereto – Bassano – Limburg – Biberach I – Emmendingen – Schliengen – Caldiero – Arcole – Irland
1797

Fall von Kehl – Rivoli (1797) – St. Vincent – Diersheim – Santa Cruz – Neuwied – Camperduin

## Vorgeschichte

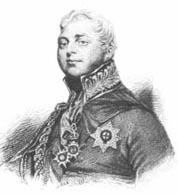
Friedrich Augustus, Duke of York

Der österreichischen Armee unter Oberbefehl des Prinzen Friedrich Josias von Sachsen-Coburg gelang es Anfang April 1793 die Franzosen aus den Raum Valenciennes zu drängen und sowohl diese Festung wie auch Condé-sur-l’Escaut einzuschließen. Ab 8. April blockierte die Koalition die Stadt Conde und besetzte den Wald von Raismes, Vicogne und Hasnon. Am 20. April waren die Briten unter dem Duke of York in Ostende gelandet und marschierten nach Tournai, während die Holländer unter dem Erbprinzen von Oranien die Linien in Westflandern bis nach Lille deckten. Der erste Entsatzversuch der Franzosen unter General Drouot de Lamarche scheiterte am 1. Mai und der zweite am 23. Mai während der Schlacht von Famars. Die Verteidigung der danach vollständig eingeschlossenen Festung Valenciennes hatte General Jean Henri Becays Ferrand, der über etwa 7000 Mann regulärer Truppen verfügte.

## Aufmarsch

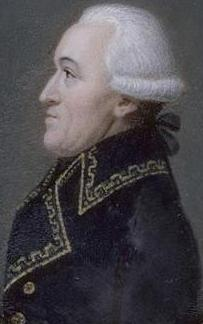
Jean Henri Becays Ferrand

Die kaiserliche Hauptarmee hatte ihre Avantgarde, das Korps General Benjowzky zwischen Onnaing und Saint-Saulve stehen. Das erste Treffen unter Generalmajor Ferraris hatte sich zwischen Onnaing und Rombies etabliert, dahinter in der zweiten Linie, das Korps des FML Colloredo lagerte bis Quarouble. Die leichten Truppen von Generalmajor Otto deckten das Mitteltreffen auf einer Linie zwischen Saint-Saulve - Estreux und Curgies.
Österreichische Detachements unter den Prinzen von Württemberg blockierten Condé und General Latour beobachtete die Festungslinie zwischen Maubeuge von Bettignies. Weitere Truppen unter dem Prinzen zu Reuß hatten Bavay besetzt.
Das britische Korps unter dem Duke of York sicherte die Linie zwischen Tournai und Maulde, das preußische Korps unter Knobelsdorff hatte die Linie Saint-Amand, Lecelles bis Maulde besetzt. Das holländische Korps unter dem Erbprinzen von Oranien sicherte zwischen der Nordsee und dem Lys-Abschnitt mit Konzentration gegenüber Menin. Das österreichische Korps unter Graf Clerfayt lagerte links davon zwischen Vicogne und der Schelde bei Escautpont.
Am 8. Mai fiel der Oberbefehlshaber der französischen Nordarmee, General de Dampierre beim Entsatzsversuch der nahegelegenen ebenfalls belagerten Stadt Condé, wobei ihm bei Raismes durch eine Kanonenkugel der rechte Schenkel weggerissen wurde.

## Verlauf

### Engere Einschließung

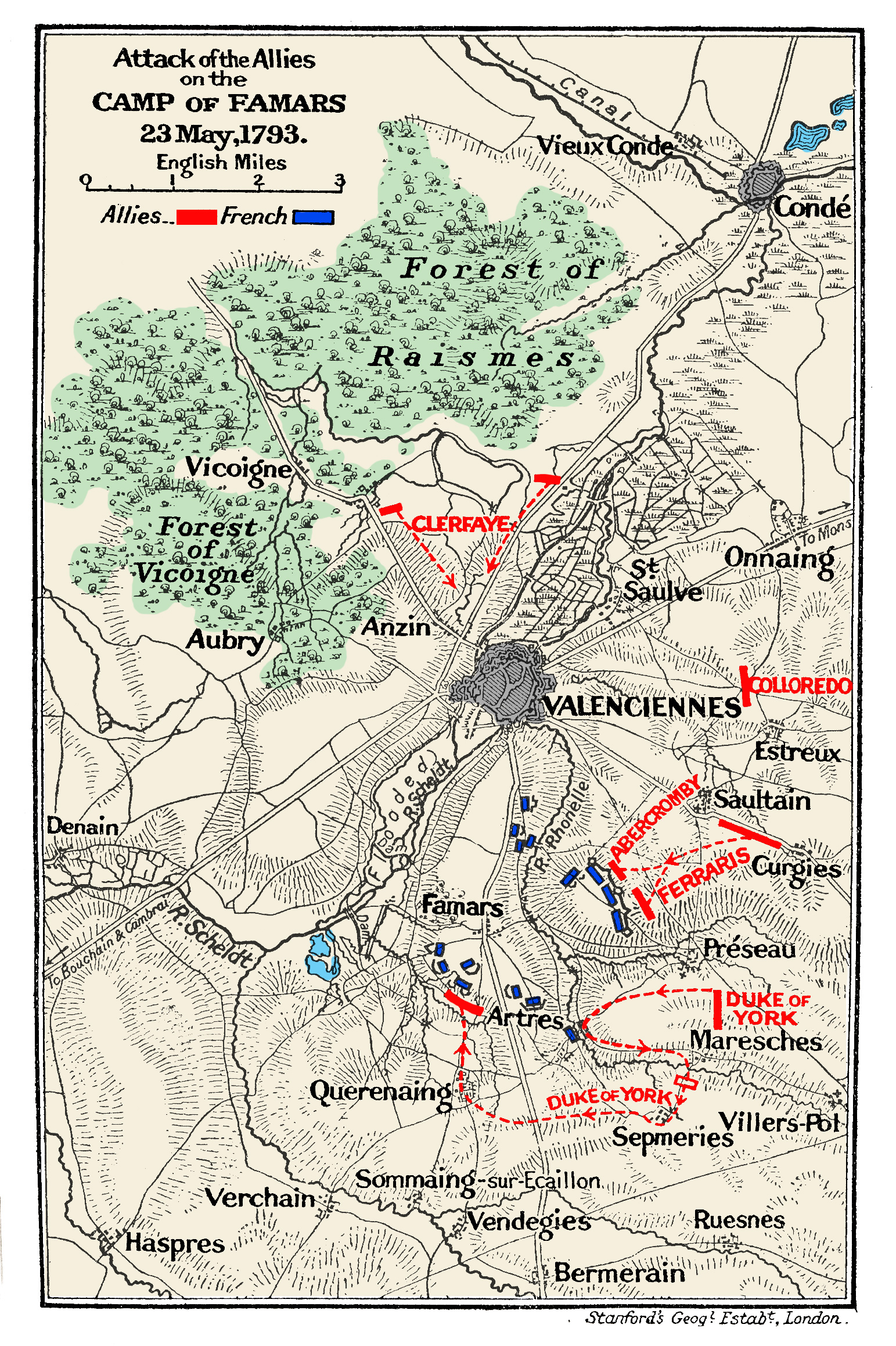
Die Stellungen um Valenciennes Ende Mai

Nach der Inbesitznahme des französischen Lagers von Famars ergab sich am 24. Mai die völlige Einschließung der Festung von Valenciennes. Dem Duke of York wurde der Oberbefehl über die Blockadetruppen anvertraut und er nahm sein Hauptquartier in Estreux; General Ferraris leitete die technische Organisation der Cernierung von Onnaing aus. Die Stärke der Truppen betrug am Anfang 37 Bataillone und 29 Schwadronen mit etwa 24.000 Mann (21.136 Mann und 2812 Reiter), die aber bald auf 30.000 Mann gebracht wurden. Der österreichische Pionier-Oberstleutnant Zach plante zwei Dämme durch das überschwemmte Tal der Festung zu bauen, einen über die Rhonelle nach Trith; den zweiten nach Saint-Léger. Eine zusätzliche Verbindung sollte von Maing nach Trith führen und sich dort mit dem ersten Damm verbinden. Am 25. Mai Morgens wurde mit dem Bau dieser Dämme begonnen.
Kaiserliche Truppen unter Feldmarschallleutnant Graf Erbach-Schönberg mit 12 Bataillonen (9623 Mann und 976 Reiter) berannten den Platz an der Nord und Ostseite. Sie standen dabei im Halbkreise um Soultair, an der Straße nach Le Quesnoy über St. Saulve bis Beuvrages und entlang der Straße nach Saint-Amand-les-Eaux — links an die kaiserlichen Streitkräfte schlossen die britischen Truppen an: 12 Bataillone, 4 Schwadronen (3213 Mann und 405 Reiter) unter den Generalen Abercromby und Lake an; sie reichten von Saultain bis Aulnoy, oder von der Straße nach Le Quesnoy bis an die Rhonelle. Zwischen der Rhonelle und Schelde befanden sich die Masse der Hannoveraner 5 Bataillone und 4 Schwadronen (2670 Mann, 353 Reiter) unter den Generalen Hammerstein und Oeynhausen; auf dem linken Ufer der Schelde stand General Wallmoden mit den Resten der Hannoveraner, 8 Bataillone, 13 Schwadronen (4266 Mann und 1078 Reiter); seine Stellung reichte von Saint-Léger bis an die Straße nach St. Amand. Disloziert bei St. Saulve stand ein weiteres österreichisches Detachement unter Generalmajor Kray.

### Belagerung

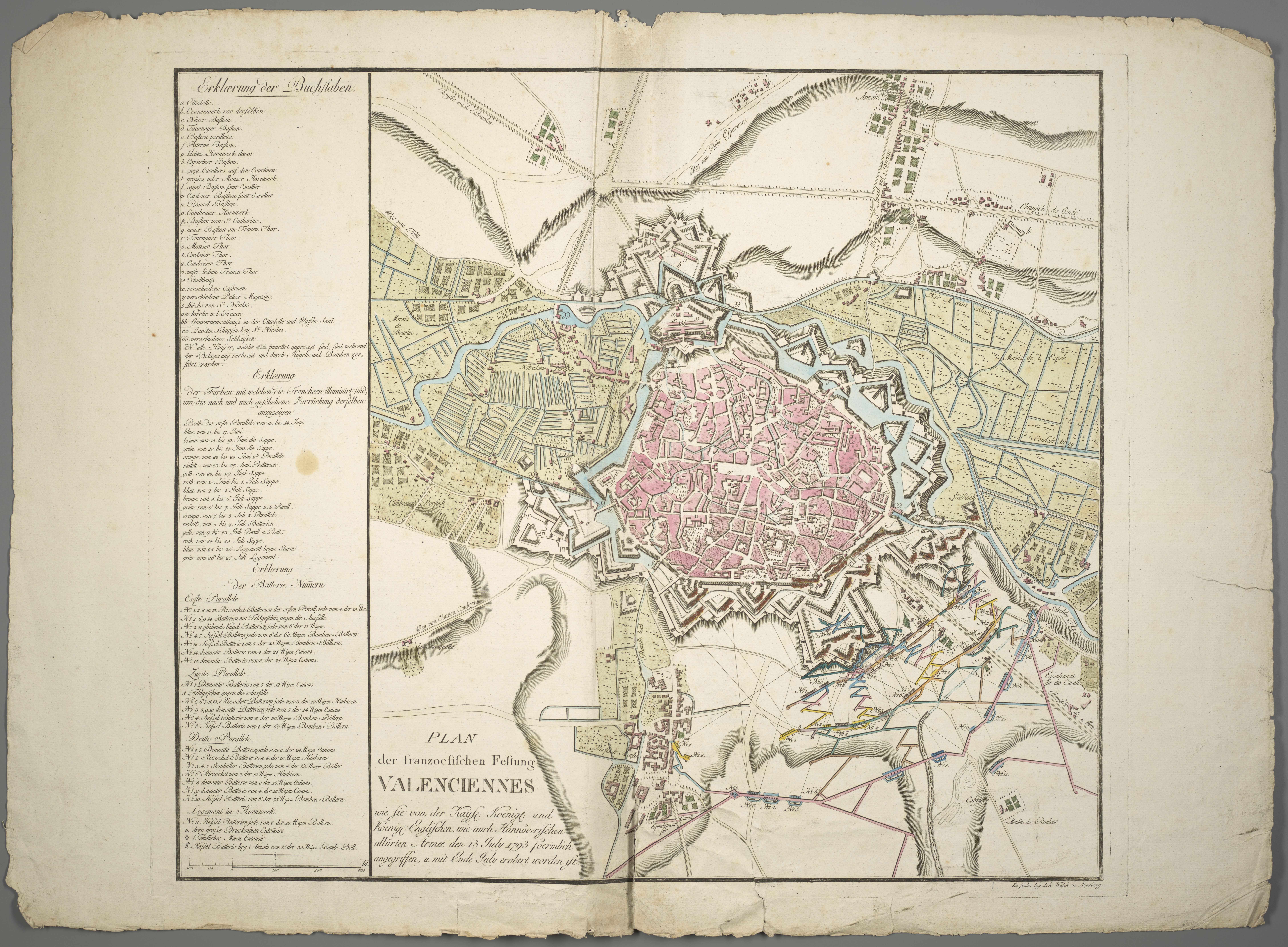
Plan der Belagerung von Valenciennes

Am 13. Juni war endlich das schwere Belagerungsgeschütz vor Valenciennes angekommen, alle Sappeurarbeiten waren beendigt und gesichert, um 22.00 Uhr nachts begannen 4600 Mann kaiserliche und hannoveranische Truppen die Laufgräben zu eröffnen. Am 14. Juni um 8 Uhr morgens war die erste Parallele bereits fertig, sie lehnte sich links an Marly und auf der durch diesen Ort laufenden Straße weiter in Richtung nach Le Quesnoy. Am Morgen des 15. Juni war auf der Höhe der Moulin de Rouleux eine Batterie vorbereitet, die mit dem nach St. Saulve führenden Laufgraben verbunden. Ein französischer Angriff gegen den rechten Flügel zerstörte eine auf der Höhe von Anzain errichtete Batterie. Am 18. Juni früh morgens ließ General Ferraris das Feuer aus allen Batterien gegen die Mauern eröffnen. Der innere Stadtteil von Valenciennes brannte schon seit dem 13. Juni an mehreren Stellen, täglich wurden mehr Häuser ein Raub der Flammen und am 21. Juni stürzte der Turm der großen Nikolaus-Kirche ein. Am 26. Juni war die Belagerung so weit vorangekommen, dass die Verbündeten einen Teil der Außenwerke durch drei Minen in die Luft sprengen konnten. Seit dem 24. schleuderten die Batterien aus der ersten und zweiten Parallele etwa 42.500 Kugeln in die Festung, darunter 2526 Brandkugeln und 10.723 Bomben. Außerdem hatten die Briten auf der Höhe von la Briquette seit dem 17. Juni sechs 18 Pfünder und sechs 50-pfündige Mörser in Stellung gebracht.
Am 10. Juli erhielten die Belagerer eine Truppenverstärkung durch das Eintreffen von 5 Bataillonen hessischer Truppen unter General von Wurmb, die im Süden auf den Höhen zwischen Jalain und Préseau sichern sollten. Der Sturmangriff sollte durch die zwei Divisionen unter FML Grafen Erbach und Generalmajor von Wenckheim gegen die große und kleine Redoute vorgetragen werden. Die erste Hauptabteilung zerfiel in zwei Kolonnen, wovon die eine (Briten und Hessen unter General Abercromby) den vorspringenden Winkel des Ravelins, die andere (kaiserliche Truppen unter Wenckheim) die Redoute des rechten Bollwerks anzugreifen hatte. Um die Aufmerksamkeit und die Kräfte des Feindes zu teilen, wurden gleichzeitig durch Generalmajor Kray die Rochus-Schanze und durch Oberstleutnant Jellachic den vor der Zitadelle liegenden Weiler St. Vast-en-Ville angegriffen und genommen. Sobald die Schanze bei St. Vasten-Ville zerstört und die Erdwerke bei diesem Gehöft umgestürzt waren, wurden diese Positionen wieder aufgegeben.

### Übergabe
Am Morgens des 26. Juli ließ der Duke of York die Stadt zur Übergabe auffordern lassen — abends bat die Garnison um 24 Stunden Waffenruhe. Am Morgen des 26. Juli brachte ein feindlicher Parlamentär Vorschläge zu einer ehrenvollen Kapitulation und drohte mit Sturm, wenn man diese ablehnen würde, bis 27. Juli nachmittags 4 Uhr wurde der Antrag bewilligt. General Ferrand berief hierauf einen Kriegsrat, alle Meinungen stimmten für die Übergabe. General Kilmaine, Oberbefehlshaber des zwischen Bouchain und Cambrai lagernden Teils der französischen Nordarmee, so wie der Kriegsminister Bouchotte und die Mitglieder des Wohlfahrtsausschusses wussten, dass die Festung noch höchstens sechs Wochen halten könne. Es war höchste Zeit zu kapitulieren, da die Festung zudem drei offene Breschen hatte und die halbe Stadt in Asche lag. Die Commissare des Konvents verhandelten endlich den freien Abzug der Besatzung ins Innere von Frankreich. General Ferrand hatte dem Duke of York die Stadt und Zitadelle von Valenciennes unter günstigen Bedingungen auf freien Abzug zu übergeben.
Am 1. August zog die noch 5000 Mann starke Garnison durch das Tor von Cambrai auf die Höhen von Famars ab und streckte dort die Waffen. Zu beiden Seiten der Straße bis an den Pachthof von la Briquette standen die Belagerer in Linien, auf den genannten Höhen aber in einem großen Vierecke aufmarschiert. So wie die französischen Bataillons dort anlangten, streckten sie das Gewehr und wurden dann durch Reiterei nach Avesnes-le-Sec begleitet. Der Verlust des alliierten Belagerungskorps bestand aus 35 Offizieren und 1250 Mann.

## Folgen

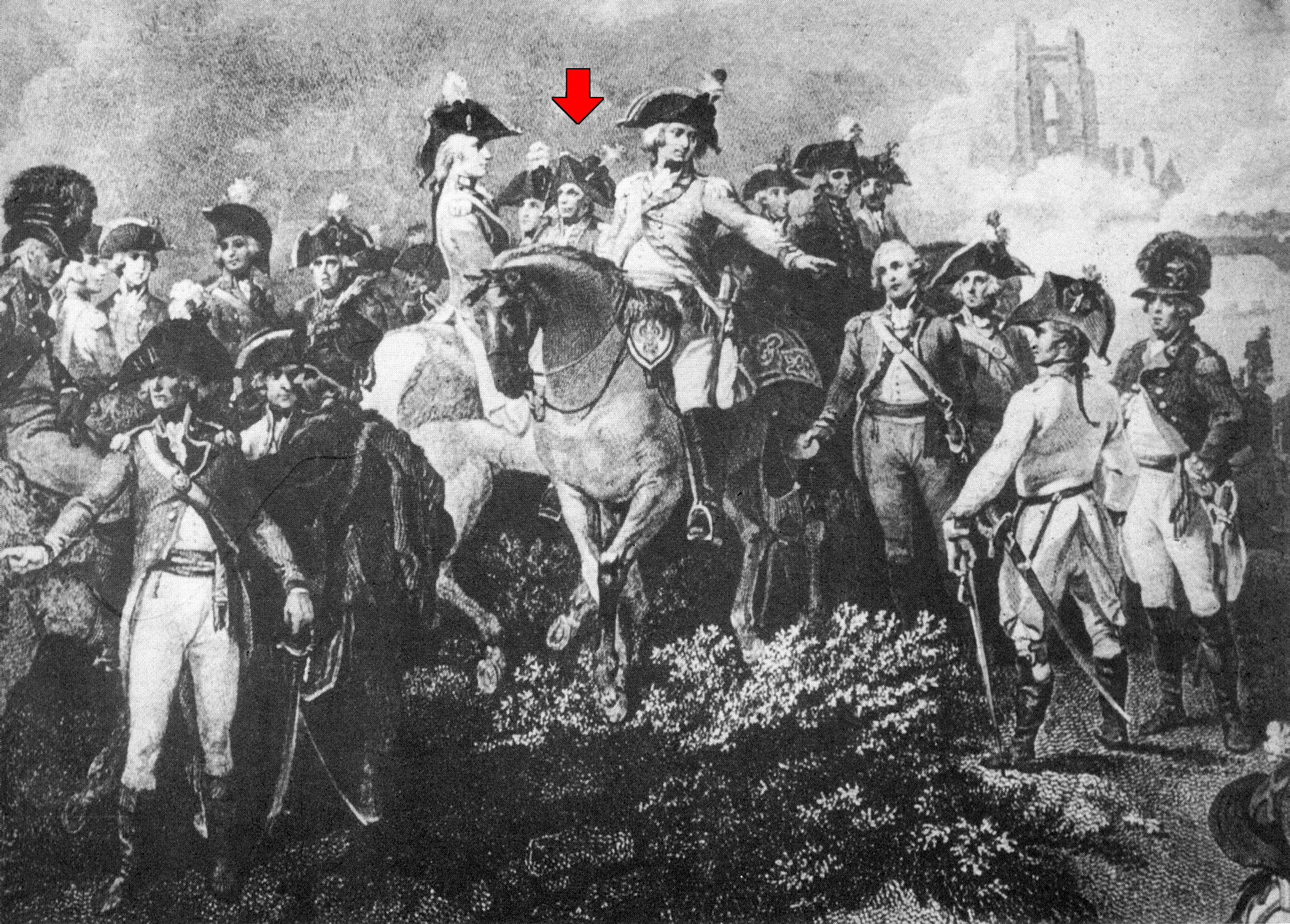
Ausschnitt aus dem Gemälde „Die Übergabe von Valenciennes am 1. August 1793“ von P. I. de Loutherbourg

65 Tage lang hatte die Besatzung von Valenciennes ausgehalten, ungeachtet des fürchterlichsten Bombardements, weil sie bis zuletzt auf Entsatz des Generals Custine gehofft hatten. Die Festung Valenciennes wurde den Verbündeten übergeben, die Besatzung erhielt für die Zusage während des ganzen Kriegs nicht mehr gegen die Verbündeten Mächte zu kämpfen, einen freien Abzug. Die Kaiserlichen verloren an Toten 5 Offiziere und 172 Mann, an Verwundeten 27 Offiziere und 951 Mann. Nur wenige Tage bevor Valenciennes in die Hände der Verbündeten fiel, erlitt auch Mainz ein ähnliches Schicksal. Der doppelte Sieg wurde am 2. August bei den gesamten verbündeten Heeren in den Niederlanden gefeiert. Das freigewordene britische Kontingent begann mit der Belagerung von Dünkirchen, die aber infolge der Niederlage bei Hondschoote am 8. September scheiterte.